# Дорфмайстер, Михаэла
Михаэла Дорфмайстер (нем. Michaela Dorfmeister, род. 25 марта 1973, Вена) — австрийская горнолыжница, двукратная олимпийская чемпионка, двукратная чемпионка мира, обладательница Кубка мира 2002 года. Самая возрастная в истории олимпийская чемпионка по горнолыжному спорту среди женщин (на момент побед в Турине Михаэле было 32 года и 11 месяцев).
Завершила спортивную карьеру в 2006 году.

## Спортивные достижения
- За карьеру Дорфмайстер одержала 25 побед на этапах Кубка мира в 1995—2006 годах и по этому показателю делит с Марией Валлизер 17-е место среди женщин в истории горнолыжного спорта
- В 2003 и 2006 годах Дорфмайстер признавалась лучшей спортсменкой года в Австрии

### Зимние Олимпийские игры
| Олимпийские игры    | Скоростной спуск | Супергигант | Гигантский слалом | Слалом | Комбинация |
| ------------------- | ---------------- | ----------- | ----------------- | ------ | ---------- |
| 1998 Нагано         | 18               | 2           | —                 | —      | DNF SL     |
| 2002 Солт-Лейк-Сити | 9                | 6           | 4                 | —      | 5          |
| 2006 Турин          | 1                | 1           | —                 | —      | —          |

### Победы в Кубке мира
| Сезон | Дисциплина            |
| ----- | --------------------- |
| 2000  | Гигантский слалом     |
| 2002  | Победа в общем зачёте |
| 2003  | Скоростной спуск      |
| 2005  | Супергигант           |
| 2006  | Скоростной спуск      |
| 2006  | Супергигант           |